# ゼロの白鷹
『ゼロの白鷹』（ゼロのはくたか） は、本宮ひろ志による神風特攻隊をテーマにした日本の漫画。『週刊少年ジャンプ』（集英社）において、1975年42号から1976年25号まで連載された。

## 概要
昭和20年5月に鹿児島から爆弾を装填した5機の零戦が飛び立つシーンで始まり、5人の若いパイロットの生い立ちなどのストーリーをオムニバス形式で展開する。